# Aniulus paiutus
Aniulus paiutus är en mångfotingart som först beskrevs av Chamberlin 1925.  Aniulus paiutus ingår i släktet Aniulus och familjen Parajulidae. Inga underarter finns listade i Catalogue of Life.